# خواكيم كوفمان
خواكيم كوفمان (بالألمانية: Leonhard Kaufmann)‏ (12 يناير 1989 في النمسا - ) هو لاعب كرة قدم نمساوي في مركز الوسط. شارك مع منتخب النمسا تحت 19 سنة لكرة القدم ومنتخب النمسا تحت 20 سنة لكرة القدم ومنتخب النمسا تحت 21 سنة لكرة القدم ومنتخب النمسا لكرة القدم. أما مع النوادي، فقد لعب مع إنيرجي كوتبوس وشتورم غراتس ولاسك لينتس ونادي أوستريا سالزبورغ وSK Austria Kärnten ‏.

## وصلات خارجية
- خواكيم كوفمان على موقع قاعدة بيانات كرة القدم.إي يو (الإنجليزية)
- خواكيم كوفمان على موقع Soccerway.com (الإنجليزية)